# New Cumberland (Virginia Occidentale)
New Cumberland è un comune degli Stati Uniti d'America, nella contea di Hancock nello Stato della Virginia Occidentale.